# Euxoa urbanoides
Euxoa urbanoides là một loài bướm đêm trong họ Noctuidae.